# Aleksandra Kałucka
Aleksandra Kałucka (* 25. Dezember 2001 in Tarnów, Polen) ist eine polnische Sportkletterin, die sich auf Speedklettern spezialisiert hat. 

## Karriere
Kałucka nimmt seit 2018 an Weltcups in der Disziplin Speed teil. An ihrem ersten Weltcup in Moskau 2018 wurde sie 11. Im Jahr 2022 gewann sie in Edinburgh ihren ersten Weltcup. Im selben Jahr gewann sie die Gesamtwertung.
Bei der Weltmeisterschaft in Innsbruck 2018 erreichte sie den vierten Platz. Ein Jahr später wurde sie in Hachioji Fünfte. 2022 wurde sie Vize-Europameisterin in München. 2022 konnte sie die FISU World University Championships für sich entscheiden.
Sie beendete die olympische Qualifikationserie auf dem zweiten Platz und qualifizierte sich so für die Olympischen Sommerspiele 2024 in Paris. Dort lief sie in der Qualifikation eine neue Bestzeit mit 6,389 Sekunden und war somit auf Platz 3 gesetzt. Die Qualifikation Ausscheidung und das Viertelfinale konnte sie beide für sich entscheiden. Im Halbfinale traf sie auf ihre Landsfrau Aleksandra Mirosław. Das Halbfinale beendete sie mit einer neuen persönlichen Bestzeit von 6,34 Sekunden, da Mirosław allerdings nur 6,19 Sekunden benötigte verlor sie trotzdem. Im kleinen Finale besiegte sie in 6,53 Sekunden Rajiah Sallsabillah und gewann so die Bronzemedaille.
Ihre persönliche Bestzeit beträgt 6,34 Sekunden.
Sie ist die Zwillingsschwester der Speedkletterin Natalia Kałucka.